# BAC TSR-2
BAC TSR.2 (Tactical Strike and Reconnaissance Mach 2) – projekt dwusilnikowego brytyjskiego naddźwiękowego samolotu rozpoznawczego i bombowego z wczesnych lat 60. XX w. produkcji British Aircraft Corporation, mającego zastąpić samolot English Electric Canberra. Maszynę oblatano po raz pierwszy 27 września 1964 roku.

## Opis
Zaawansowana na ówczesne czasy konstrukcja charakteryzowała się tak nowoczesnym wyposażeniem, jak radar dopplerowski, system nawigacji inercyjnej, mapy typu Moving-Map, czy radar TFR (ang. terrain-following radar) – radar pozwalający na śledzenie ukształtowania rzeźby terenu i omijanie przeszkód przy lotach z dużą prędkością na bardzo małej wysokości (poniżej 300 m nad ziemią).
Podobne wymogi postawione przed opracowywanym w tym samym czasie amerykańskim General Dynamics F-111, w którym uzyskanie zbliżonych właściwości lotnych spowodowało konieczność zastosowania znacznie bardziej skomplikowanych rozwiązań – m.in. skrzydeł o zmiennej geometrii. TSR.2 obywając się bez nich, był w stanie startować i lądować na krótkich pasach startowych o długości nieprzekraczającej 600 m.
Po pierwszym locie, wykonanym z lotniska Boscombe Down, położonego na południu Anglii, próby w locie zostały przerwane. 6 kwietnia 1965, po wyprodukowaniu kolejnych 2 prototypów, projekt został przedwcześnie anulowany przez rząd brytyjski, przekonany przez część ekspertów lotniczych uważających, iż wojskowe samoloty załogowe zostaną wkrótce zastąpione przez rakietowe pociski balistyczne.
Podobny los spotkał parę lat wcześniej, z przyczyn politycznych, równie ważny i ciekawy dla lotnictwa kanadyjskiego, co TSR-2 dla brytyjskiego, samolot Avro Canada CF-105 Arrow.
Do chwili zarzucenia programu rozwoju w 1965 roku, mimo zachęcających efektów, zbudowano łącznie zaledwie trzy egzemplarze TSR-2 (XR219, XR220, XR222). Maszyna o oznaczeniu XR219 została zezłomowana, XR220 można oglądać na lotnisku DCAE Cosford, w hrabstwie Shropshire, a XR222 stanowi eksponat w Imperial War Museum w Duxford, w hrabstwie Cambridgeshire.